# جلين ماجنوسون
جلين ماجنوسون (بالسويدية: Glenn Magnusson)‏ ولد بتاريخ 5 يوليو 1969 في السويد، هو دراج سويدي سابق في صنف سباق الدراجات على الطريق. سبق أن شارك في دورة الألعاب الأولمبية الصيفية.

## سجل النتائج

### سباقات أو مراحل فاز بها
- طواف إيطاليا

## روابط خارجية
- جلين ماجنوسون على موقع أرشيف الدراجات (الإنجليزية)
- جلين ماجنوسون على موقع إحصائيات الدراجات الإحترافية (الإنجليزية)
- جلين ماجنوسون على موقع CycleBase (الإنجليزية)
- جلين ماجنوسون على موقع أوليمبيديا (الإنجليزية)
- جلين ماجنوسون على موقع اللجنة الأولمبية السويدية (السويدية)